# Carl Perkins
Carl Perkins (9. dubna 1932–19. ledna 1998) byl americký pionýr hudby rockabilly, což je mix rhythm and blues a country. Svoji hudební kariéru začal v roce 1954, většinu svých skladeb nahrával v Sun Records v Memphisu. Jeho vliv na rock'n'rollovou hudbu je zřejmý ještě dnes, díky parádní hře na kytaru a vynikajícím kompozicím. Jeho nejznámější písní je Blue Suede Shoes.
Perkinsovy písně byly nahrávány vlivnými umělci, jako Elvis Presley, The Beatles a Johnny Cash (v jehož doprovodné skupině Carl Perkins hrál), kteří upevnili jeho místo v historii populární hudby.

## Časný život
Pocházel z rodiny chudých zemědělců, jeho rodina žila blízko Tiptonville v Tennessee. Vyrůstal, poslouchajíc jižanskou gospelovou hudbu, kterou zpívali bílí lidé v kostele a černí pracovníci na polích, když začal pracovat na bavlníkových polích v šesti letech. Na jaře a na podzim byly školní dny následovány několika hodinami práce na polích. V létě se zde pracovalo i 12 až 14 hodin. Carl a jeho bratr Jay spolu vydělali 50 centů denně. Spolu s prací všech členů rodiny a úvěrem to bylo dost peněz na fazole a brambory, nějaký tabák pro Carlova otce Bucka a dokonce často na luxus, v podobě pěticentového pytlíku tvrdého cukroví.
V sobotu v noci poslouchali rozhlas spolu s otcem a slyšeli hudbu z Grand Ole Opry. Vysílání Roye Acuffa inspirovalo Perkinse k tomu, že požádal rodiče o kytaru. Protože si nemohli dovolit skutečnou kytaru, Carlův otec udělal jednu z krabice na cigára a násady od smetáku. Když mu soused nabídl, že mu prodá svoji promačkanou, odřenou kytaru značky Gene Autry s otřepenými strunami, Buck za ni zaplatil pár dolarů. Příští rok se Carl sám naučil část dvou písní od Roye Acuffa, které slyšel v Opry. Perkins se také zrychlil a ovlivnily ho i vokály Billa Monroe.
Carl se naučil lépe hrát na kytaru od svého kolegy na poli Johna Westbrooka, s kterým se spřátelil. "Strýček John", jak mu Carl říkal, byl Afroameričan asi šedesátiletý a hrál blues a gospely na svoji otlučenou akustickou kytaru. Strýček John Carlovi radil, že do toho má vložit duši a má vibrovat. Protože si Carl nemohl dovolit nové struny, navazoval je. Protože se mu uzlíky zatínaly do prstů, když chtěl sklouznout na jinou notu, začal ohýbat struny a tím vytvořil zvláštní typ blue note.
Carl byl pozván aby se stal členem skupiny Lake County Fourth Grade Marching Band a protože měli Perkinsovi omezené finance, dali mu novou bílou košili, bavlněné kalhoty, bílou čepici kapely a červenou pláštěnku podle paní Lee McCutcheon, která vedla finance kapely.
V lednu 1947 se Buck Perkins s rodinou přestěhoval z Lake County do Madison County. Změna rádia z baterií na elektřinu a blízkost Memphisu Carlovi umožnila aby slyšel různé druhy hudby.
Ve věku čtrnácti let, kdy používal jen základní akordy, tak jak byl zvyklý z country písní, napsal píseň "Let Me Take You To the Movie, Magg". (Tato píseň posléze přiměla Sama Phillipse k podpisu smlouvy se Sun Records.)

## Diskografie
- ELVIS - In Tribute To The King 2008
- The Man And The Legend 2006
- Carl Perkins' Somebody Tell Me 2006
- Dixie Fried 2006
- I Care 2006
- Tennessee 2006
- The Definitive Collection CD1 2006
- Boppin' Blue Suede Shoes 2006
- The Definitive Collection CD2 2006
- The Essential Roy Orbison 2006
- Tennessee Bop 2006
- Golden Legends: Carl Perkins 2005
- Ultimate Collection 2004
- Rock Masters 2004
- Orby Records Spotlights Carl Perkins 2004
- The Best Of Carl Perkins 2004
- Dance Album 2004
- Ol' Blue Suede's Back 2003
- Blue Suede Shoes [Planet Media] 2003
- Jet Propelled: The 1978 Comeback 2002
- Memphis 2002
- Sun Records 50th Anniversary Edition 2001
- The Sun Years, Vol. 2 2001
- Hits You Remember: Live 2001
- Be-Bop-a-Lula 2000
- Best of the Best 2000
- The Sun Years, Vol. 1 [Original Sun Recordings] 2000
- Back on Top 2000
- The Complete Sun Singles 2000
- Live 2000
- Jailhouse Rock 2000
- Carl Perkins [BCI] 2000
- Blue Suede Shoes/Original Golden Hits 1999
- The Essential Sun Collection 1999
- Live at Gilley's 1999
- Blue Suede Shoes: The Very Best of Carl Perkins 1999
- Definitive Collection 1998
- Roots of Rock n' Roll 1998
- The Best of Carl Perkins [Pegasus] 1998
- Sun Kings [3 Pack] 1998
- Blue Suede Shoes and Other Hits 1998
- Silver Eagle Cross Country Presents Live: Carl Perkins 1997
- Go Cat Go 1996
- The Man & The Legend 1996
- Sex & Taxes 1996
- Guitar Legend 1995
- Greatest Hits: Finest Performances 1995
- Country Boy's Dream: The Dollie Masters 1994
- Carl Perkins & Sons 1993
- Take Me Back 1993
- Disciple in Blue Suede Shoes 1993
- The Best of Carl Perkins [Curb] 1993
- Sun Years [box] 1993
- Restless: The Columbia Recordings 1992
- Jive After Five: The Best of Carl Perkins (1958-1978) 1990
- The Classic 1990
- Born to Rock 1990
- Honky Tonk Gal: Rare & Unissued Sun Masters 1989
- Original Sun Greatest Hits 1987
- Up Through the Years, 1954-1957 1986
- Country Soul 1979
- Boppin' the Blues 1970
- Whole Lotta Shakin' 1958

### Singly
- Be bop a lula 2007
- Blue Swede shoes 2007

### Kompilace
- The Ultimate Rockabilly Collection 2008
- Perfect Wedding Party! 2008
- Hallelujah Moments 2008
- My Sweet Valentine 2008
- Now! Country For Old Men 2008
- Vintage Country - The Very Best Of 2008
- 20 Award Winning Country Superstars 2007
- Jukebox-Hits (Vol. 4) 2007
- Jukebox-Hits (Vol. 1) 2007
- Where The Steps Were Started 2007
- Cruisin' To The Hits Of The '50s & '60s 2007
- Country Big Hits 2007
- 50s Rock N' Roll Era 2007
- Country And Western - Volume 3 2007
- This Is Country Superstars 2007
- This Is Jazz 2007
- Guys, Guys, Guys 2007* Rockin’ Country 2007
- Music Legends 2007
- Music Legends Vol. 4 2007
- Superstars Of Rock ‘N’ Roll 2007
- Rock N Roll Legends 2007
- Blue Suede Shoes 2007
- Country Outlaws 2006
- Rock'n'roll & Rock-A-Billy Inferno 2006
- Great Rockabilly Hits 2006
- The Best Of Rockabilly 2006
- The Sun Records Story CD1 2006
- The Best Of Sun Rockabilly Volume 2 2006
- The Sun Story Volume One - Sunrise 2006
- The Very Best Of Sun Rockabilly CD1 2006
- The Best Of Sun Rockabilly Volume 1 2006
- The Sun Records Story CD2 2006
- Essential Sun Rockabillies Vol.1 2006
- Everybody's Rockin Tonight! - 60 Sun Rockabilly Classics CD1 2006
- Essential Sun Records CD2 2006
- The Sun Story Volume Two - Rockabilly Rhythm 2006
- Essential Sun Rockabillies Vol. 2 2006
- Essential Sun Rockabillies Vol.3 2006
- The Best Of Sun Rockabilly 2006
- Sweeter Than The Floors - Country Gospel Songs 2006
- Elvis - The Songs that Inspired the King: Volume 2 2006
- Pop Masters: Dixie Fried 2005
- Golden Legends : 50s Legends 2005
- Rock Masters: Well Now Dig This 2005
- Hillbilly Heaven 2005
- Fabulous 50s 2005
- Sun Records Collection [Pazzazz] 2005
- King Of The Road 2004
- Rock 'N' Roll [St. Clair] 2004
- Sing A Song With Six Strings 2004
- Sun Records: 25 Rock 'N' Roll Classics 2004
- Best of Rockabilly 2004
- Tribute To Keith Urban [Big Eye] 2004
- Country Cowboys 2004
- Essential Rock 'N' Roll, Vol. 1 2004
- Essential Rock 'N' Roll, Vol. 2 2004
- Alan Freed's Rock, Rock, Rock! [DVD & CD] 2004
- Unforgettable Country Gospel 2004
- I Love Rock & Roll, Vol. 17 2004
- Rock & Roll - The First 50 Years: The '50s 25 Top 10 Hits 2004
- Golden Era of Rock 'n' Roll: 1954-1963 2004
- The World's Greatest Garth Brooks Tribute 2004
- Rock & Roll 50th Anniversary 2004
- The British Invasion Box 2004
- 200 Cadillacs 2004
- Super Hits 1956 2004
- The Great Country Gospel Album 2003
- Rock and Roll at Fifty: A Galaxy of Hits from Rock's First Decade 2003
- Rockabilly Riot [Sanctuary] 2003
- A Gospel Prayer for Peace 2003
- Fabulous 50's [2003 Madacy Box] 2003
- Top Hits of 1956 2003
- Rockin' Country [Sony Box Set] 2002
- Sun Records 50th Anniversary Box 2002
- Sun Records: 25 Red-Hot Rockabilly Classics 2002
- This Is Country 2002
- Sun Records 50th Anniversary Collection 2002
- Golden Treasure: Country Legends 2002
- American Roots of the British Invasion 2002
- The Legends Collection: Rock 'n' Roll Teenagers 2002
- Country Favorites Vol. 2 (Columbia River) 2002
- Country's Most Wanted [2002 Columbia River] 2002
- Country Superstars Vol. 2 2002
- Back In The Saddle 2002
- Happy Days 50's & 60's 2002
- Outlaws Of Country (Columbia River) 2002
- Country Gospel (Columbia River) 2002
- Southern Fried Live 2002
- Lonesome Country 2002
- Golden Oldies, Vol. 8 [Original Sound 2002] 2002
- Rock 'n Roll Generation: Jailhouse Rock 2001
- Best of Sun Records: 50th Anniversary Edition, Vol. 1 2001
- The Sun Story Sampler 2001
- Best of Sun Rockability: 50th Anniversary Edition 2001
- Best of Sun Records: 50th Anniversary Edition, Vol. 2 2001
- Country Heartache 2001
- Beyond Nashville: The Twisted Heart of Country Music 2001
- Country Favorites (Challenge) 2001
- Sentimental Sun, Vol. 1 2001
- Rock 'N Roll & Rockabilly Inferno 2001
- Casey Kasem: America's Top 10 Through Years - The 50's 2001
- The Best Of Country 2001
- This Is Country - 15 Great Country Hits 2001
- Sun Records: The Definitive Hits, Vol. 1 2001
- Sun Records: The Definitive Hits, Vol. 2 2001
- Legends Of Country 2001
- Outlaws of Country 2001
- Country Gospel 2001
- Country Favorites 2001
- Gospel Country 2001
- The King's Country 2001
- Golden Oldies [Legacy Box Set] 2001
- Billboard Top Rock & Roll Hits 1956 2001
- Cruisin' [Legacy] 2001
- Country Favourites 2000
- Country Superstars 2000
- Best Of Country (GNP) 2000
- As Good as It Gets: Rockabilly 2000
- Absolute Country Legends 2000
- Sun Records Pop Legends 2000
- Ain't I'm A Dog: 25 More Rockabilly Rave-Ups 2000
- The Best of Sun Rockabilly, Vol. 1 [Original Sun Recordings] 2000
- The Best of Sun Rock 'N' Roll, Vol. 2 2000
- Revvin' It Up 2000
- The Best of Sun, Vol. 1 2000
- The Best of Sun Rock 'N' Roll, Vol. 1 2000
- The Best of Sun, Vol. 2 2000
- Grand Ole Country Collection 2000
- Timeless Treasures: Legends of Country 2000
- Country Hits [Madacy] 2000
- Liberty Heights [Original Soundtrack] 2000
- New Millennium Rock 'N' Roll Party 2000
- Country Giants, Vol. 2 [Legacy] 2000
- Rock & Roll Show [King] 1999
- Rock Stars on CD 1999
- Rock-A-Billy Party 2000 1999
- Blacktop Jukebox 1999
- Sun Records: 25 All-Time Greatest Hits 1999
- This Is Sun Rockabilly 1999
- Loud, Fast & Out of Control: The Wild Sounds of the '50s [Box] 1999
- Live at Gilley's, Vol. 1-4 1999
- The Sun Gods 1999
- Legends of Rock: Rockabilly Superstars 1999
- The King's Record Collection, Vol. 1 1998
- Great Balls Of Fire: Super Hits 1998
- High School Dance Classics [Crown Collection] 1997
- The Best Of Austin City Limits: Legends of Country Music 1997
- Whole Lotta Rock: 1956 1997
- Rock 'N Roll Relix: 1954-1959 1997
- Country Hall of Fame 1997
- Country Classics Volume 1 1997
- Legends of the Silver Eagle 1997
- Happy Days Jukebox 1996
- Only Rock 'N Roll 1955-1959: #1 Radio Hits 1996
- Hit Box, Vol. 1 1996
- World of Rock N Roll 1996
- Rock Boppin' Baby: Sun Rockabilly, Vol. 5 1996
- Flirting with Disaster 1996
- Best of Country [Boxsets] 1996
- Crossroads: Southern Routes—Music of the American South 1996
- History of Rock: The 50s, Pt. 2 1996
- Complete Sun Singles, Vol. 3 1996
- Rockabilly Portrait 1995
- Country Greats [Prime Cuts] 1995
- Legends [Garland] 1995
- Complete Sun Singles, Vol. 2 1995
- The Sun Records Collection 1994
- Hits from 1955 1994
- Rock Stars on LP, Vol. 2 1994
- All-Time Greatest Hits of Rock & Roll, Vol. 3 1994
- The Complete Sun Singles, Vol. 1 1994
- Sun CD Collection: Rock and Roll Originals, Vol. 4 1994
- Sun's Greatest Hits 1992
- History of Rock: The 50s, Pt. 2 [1992] 1992
- 70 Ounces of Gold: Solid Gold 1992
- Rock This Town: Rockabilly Hits, Vol. 1 1991
- Guitar Player Presents Legends of Guitar: Country, Vol. 1 1990
- The Sun Story [Rhino] 1987
- Good Old Rock and Roll, Vol. 2 1987
- Greatest Hits 1956 1987
- Diner 1982
- At San Quentin 1969
- Piano Playhouse 1957

### Host
- Jazz Masters: What'd I Say Carl Perkins 2005
- Porky's Revenge The Fabulous Thunderbirds 2004
- Peace In The Valley: The Complete Gospel Recording Elvis Presley 2000
- The King Of Rock: Special Value Elvis Presley 2000
- The Essential Johnny Cash (1955-1983) Johnny Cash 1992
- Ragged Old Flag Johnny Cash 1974
- America Johnny Cash 1972
- Harold In The Land Of Jazz Harold Land 1958
- You Get More Bounce With Curtis Counce Curtis Counce 1957
- Picture Of Heath Chet Baker 1956